# Millville (Ohio)
Millville es una villa ubicada en el condado de Butler en el estado estadounidense de Ohio. En el Censo de 2010 tenía una población de 708 habitantes y una densidad poblacional de 468,89 personas por km².

## Geografía
Millville se encuentra ubicada en las coordenadas 39°23′33″N 84°39′11″O / 39.39250, -84.65306. Según la Oficina del Censo de los Estados Unidos, Millville tiene una superficie total de 1.51 km², de la cual 1.51 km² corresponden a tierra firme y (0%) 0 km² es agua.

## Demografía
Según el censo de 2010, había 708 personas residiendo en Millville. La densidad de población era de 468,89 hab./km². De los 708 habitantes, Millville estaba compuesto por el 97.46% blancos, el 0.14% eran afroamericanos, el 0.14% eran amerindios, el 0.85% eran asiáticos, el 0% eran isleños del Pacífico, el 0.42% eran de otras razas y el 0.99% pertenecían a dos o más razas. Del total de la población el 0.28% eran hispanos o latinos de cualquier raza.